# Telenomus
Telenomus ist eine Gattung in der Hautflüglerfamilie Scelionidae. Das Taxon geht auf den irischen Entomologen Alexander Haliday im Jahr 1833 zurück. Typusart ist Telenomus brachialis Haliday, 1833. Die Gattung gehört zur Unterfamilie Telenominae.

## Merkmale
Im Folgenden eine Beschreibung basierend auf einem Bestimmungsschlüssel nach Masner (1976). Der Körper ist fast zylindrisch, annäherned so hoch wie breit. Die Basitarsi sind nicht besonders lang, annähernd so lang wie die folgenden Tarsi zusammen. Tarsus 5 ist nicht vergrößert, die Klauen sind normal gestaltet. Der Hinterhauptkiel ist selten hervorstehend. Die Fühler der Weibchen sind gewöhnlich keulenförmig. Die Frons ist überwiegend glatt und glänzend, ohne Skulpturen, insbesondere in der unteren Hälfte. In seltenen Fällen, wenn die die Frons skulptiert ist, dann ist der Körper verlängert und Tergit 2 wesentlich länger als breit. Die Facettenaugen sind üblicherweise behaart. Parapsidale Furchen an den Seiten des Mesoscutum sind immer fehlend. Das Metasoma der Weibchen hat mehr als drei Tergite. T3 ist typischerweise schmal und quergerichtet. Der Kopf ist in der Wangengegend nicht ausgedehnt.

## Lebensweise
Die Gattung Telenomus parasitiert hauptsächlich die Eier von Schmetterlingen, seltener die Eier von Wanzen.

## Verbreitung
Die Gattung Telenomus kommt in allen zoogeographischen Zonen vor.

## Arten (Auswahl)
Die Gattung umfasst mehrere hundert Arten.
Im Folgenden eine Auswahl:
- Telenomus alecto Crawford, 1914 – Neotropis
- Telenomus benefactor Crawford, 1911 – Afrotropis, Orientalis, Paläarktis
- Telenomus bini Polaszek & Kimani, 1990 – Afrotropis
- Telenomus busseolae Gahan, 1922 – Afrotropis, Orientalis, Paläarktis
- Telenomus calvus Johnson, 1984 – Nearktis
- Telenomus euphorbiae Risbec, 1950 – Afrotropis
- Telenomus fariai Costa Lima, 1927 – Neotropis
- Telenomus hyperion Nixon, 1935 – Afrotropis
- Telenomus mahensis Kieffer, 1910 – Seychellen
- Telenomus myrmidon Kieffer, 1910 – Seychellen
- Telenomus podisi Ashmead, 1893 – Nearktis, Neotropis
- Telenomus remus Nixon, 1937 – kosmopolitisch
- Telenomus sechellensis Kieffer, 1910 – Afrotropis, Orientalis
- Telenomus tabanivorus Ashmead, 1895 – Nearktis
- Telenomus tananarivensis Risbec, 1956 – Madagaskar
- Telenomus terebrans (Ratzeburg, 1844) – Westpaläarktis
- Telenomus turesis Walker, 1836 – Westpaläarktis